# وصلة واط

صورة حركية توضح وصلة وات

وصلة واط (المعروف أيضًا باسم الوصلة المتوازية)، هو نوع من الرابط الميكانيكي اخترعه جيمس واط، يتم فيه تقييد نقطة الحركة المركزية للوصلة لكي تتحرك على خط مستقيم تقريبًا. تم وصفه في مواصفات براءة اختراع واط لعام 1784 لمحرك واط البخاري.
تستخدم هذه الوصلة اليوم في أنظمة تعليق السيارات، مما يسمح لمحور السيارة بالتحرك عموديًا ويمنعه من الحركة الجانبية.